# Mekerbrännare

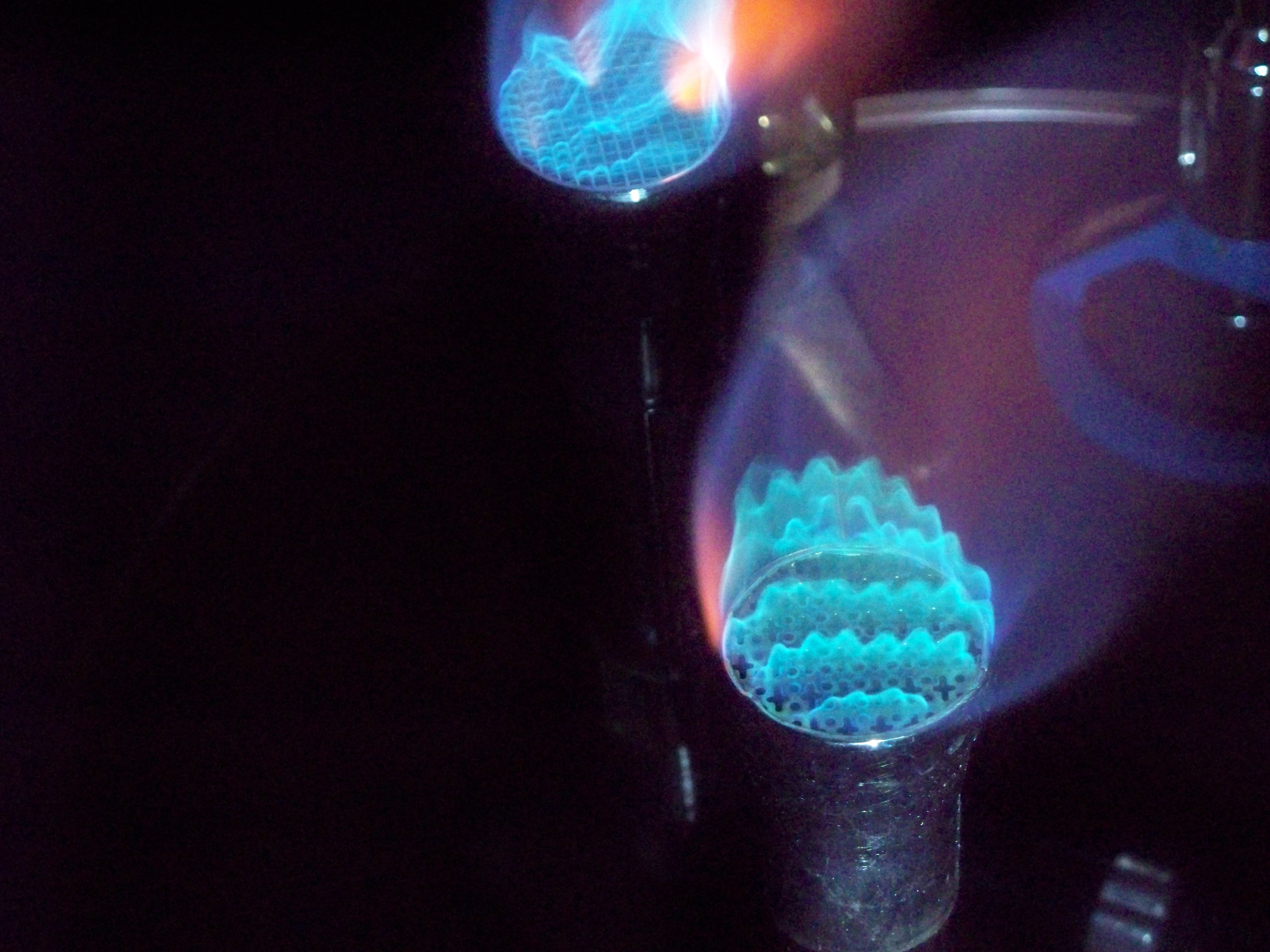
Mekerbrännare.

Mekerbrännare är en gasbrännare av injektortyp, som är utvecklad ur bunsenbrännaren av den franska kemisten Georges Méker. Den utmärks av att gasblandningsröret uppåt vidgas till en kon samt att dess mynning är täckt av ett metallgaller, vanligen av nickelband. Konstruktionen hindrar lågan från att slå ner i röret och medför att dess temperatur är högre än i bunsenbrännaren.
En mekerbrännare kan drivas med större mängd primärluft än den enkla bunsenbrännaren och alstrar som följd av detta en högre temperatur, upp till 1 600—1 700 °C och jämnare temperaturfördelning.